# Norton, Kent
Norton var en civil parish fram till 2001 då den blev en del av Norton, Buckland and Stone och Ospringe, i distriktet Swale, i grevskapet Kent, i England. Civil parish var belägen 5 km från Faversham och hade 160 invånare år 1971. Byn nämndes i Domedagsboken (Domesday Book) år 1086, och kallades då Nortone.